# 장충식 (1932년)
장충식(張忠植, 1932년 7월 25일 ~ )은 대한민국의 학교법인인과 문화기관단체인으로, 단국대학교 재단 이사장과 단국대학교 총장을 지낸 전력이 있다.

## 이력
단국대학교 설립자 중의 한사람인 장형의 아들이다. 본관은 결성이다.
현재 범은재단 이사장과 단국대학교 명예 학원장으로 대학발전에 기여하고 있다.
학자로서 학계와 체육계를 비롯, 국제 문화교류사업 등에 오랫동안 헌신해온 장충식은 2003년 2월, 자전적 대하소설‘그래도 강물은 흐른다’를 출간하여 화제를 모은바 있다. 소설에는 항일독립운동가의 후손으로 중국과 북한에서 일제 식민통치를, 광복 이후에는 북한에서 공산통치를 겪어낸 저자와 그 가족사를 소설기법을 빌어 기록하였다.

## 학력
- 휘문고등학교
- 1955년 서울대학교 사범대 역사학과 중퇴
- 1957년 단국대학교 정치외교학과
- 1960년 고려대학교 대학원 사학과 인문과학 석사
- 1964년 미국 브리검영대학교 대학원 철학박사 과정
- 1971년 중화민국 문화학술원 문학 박사

## 약력
- 2013년 ~ 2020년 단국대학교 이사장
- 2008년 ~ 현재 단국대학교 명예총장
- 2003년 세종문화회관 이사장
- 2000년 제21대 대한적십자사 총재
- 1996년 ~ 2004년 단국대학교 이사장
- 1996년 대한올림픽위원회 고문
- 1995년 충남포럼 이사장
- 1993년 올림픽위원회 부위원장
- 1991년 백범김구선생기념사업회 회장
- 1986년 ~ 1987년 국제퇴계학회 회장
- 1985년 KBS 올림픽방송 자문위원장
- 1983년 사회체육센터 고문
- 1981년 서울올림픽조직위원회 위원
- 1981년 대한올림픽위원회(KOC) 부위원장 겸 대학스포츠위원장
- 1979년 대한체육회 이사장 겸 학교체육위원장
- 1978년 한성로타리클럽 고문
- 1973년 대학스키연맹 고문
- 1967년 ~ 1993년 단국대학교 총장
- 1965년 대학배드민턴협회 회장
- 1960년 ~ 1989년 단국대학교 문리과대학 사학과 교수

## 수상
- 2005년 몽골 북극성 훈장
- 2000년 인도법국제대회 특별상
- 1996년 올림픽훈장
- 1990년 체육훈장 청룡장
- 1989년 맹호훈장
- 1987년 대한적십자사총재 유공장 금장
- 1986년 대한민국 체육상
- 1985년 아세아평화상 대상
- 1982년 대한적십자사총장 유공장 은장
- 1978년 중화민국 문화장상
- 1972년 국민훈장 모란장

## 저서
- 《명대면업고》(明代綿業考) - 고려대학교대학원 석사논문
- 《십팔사략》(1969)
- 《착한 이들의 땅》(1978)
- 《위대한 유산을 위하여》(1974)
- 《세계문화사》(1975)
- 《큰 삶, 작은 이야기》(1992)
- 《동서양문화사》(1999)
- 《그래도 강물은 흐른다》 1부 (2003)
- 《그래도 강물은 흐른다》 2부 (2003)
- 《감방의 소리》(역서)

## 문학 속 장충식
고은의 시집《만인보》(萬人譜)(연작: 1986년 ~ 2010년)에 단국대학교 설립자 장형과 함께 만인보의 한사람으로 수록되어 있다. 한편 고은은 2010년 4월 9일 집필 기간 25년, 4,001편의 시에 5,600여 명의 등장 인물, 세계적으로도 유례를 찾기 힘든 거대한 규모의 연작시 《만인보》를 마침내 전30권으로 완간했다.
〈장충식〉 - 고은
효란 효에 갇히지 말 것//
독립운동가 장형의 아들/

장충식/

키 크다/

얼굴 길다/

그 긴 몸 속/

여러 나라 말 푹 익어 주룩주룩 나온다//
해외유학중/

아버지의 별세로 돌아왔다/

장례 마치고/

그대로 아버지의 사업을 이어받았다//
가장 먼저 해야 할 일이 떠올랐다//
행여나/

아버지 생전/

아버지에게 원수진 사람 있나/

아버지로부터 버림받은 사람 있나/

아버지에게 손해본 사람 있나/

아버지 때문에 망한 사람 있나/

아버지한테서 지을 수 없는 상처 받은 사람 있나//
아버지의 친지/

아버지의 측근으로부터/

이런 사람들 하나하나 알아내어/

무려 10여년이나/

그 사람들 하나하나 찾아다니며/

혹은/

아버지 대신 모자 벗고 빌고/

혹은/

아버지 대신 두 손 잡고 달래고/

혹은/

아버지 대신 단돈 몇푼이라도 갚고 물어주고//
그러고 나자/

지하의 아버지 생전의 원만한 모습 그대로/

꿈속에 나타나 흥겹게 노래하시기를/

식아/

식아/

이제 나 구만리장천 훨훨 날아다니게 되었구나//
나는 누구뇨 아버지를 사는 아들/

나는 누구뇨 아들을 사는 아버지/

이 두사람의 생과 사 꽃울타리 아름다워라/
(《만인보 21》 중, 〈장충식〉전문)

## 같이 보기
- 단국대학교
- 한국한자어사전
- 한한대사전
- 아마레 앙상블
- 중재배 전국 초등교 스키대회